# 铁匠苗族乡
铁匠苗族乡是中华人民共和国贵州省毕节市赫章县下辖的一个民族乡。

## 行政区划
铁匠苗族乡下辖以下村级行政区划单位：
响水村、铁匠村、联合村、联盟村、中井村、共同村、沿海村、高原村、处卓村和河山村。